# Irene Vélez Torres
Irene Vélez Torres (Bogotá, 2 de agosto de 1982) es una filósofa, magíster en estudios culturales, doctorada en geografía política, activista, docente y política colombiana. Entre el 11 de agosto de 2022 y el 18 de julio de 2023 fue ministra de Minas y Energía, en el gobierno de Gustavo Petro.

## Primeros años y estudios
Nació el 2 de agosto de 1982, en la ciudad colombiana de Bogotá. Hija de Hildebrando Vélez, ambientalista y educador reconocido por su activismo en el Proceso de Comunidades Negras por medio del cual llegó a ser muy cercano a Francia Márquez.
Estudió filosofía en la Universidad Nacional de Colombia, y una maestría en estudios culturales en la misma universidad. Cursó un doctorado en  geografía política en la Universidad de Copenhague en Dinamarca. En 2020 fue becaria fulbright para realizar un posdoctorado sobre ingeniería ambiental y ciencias  en Clemson University en Estados Unidos. En 2021 realizó otra investigación postdoctoral en el Centro de Estudios Sociales de la Universidad de Coímbra en Portugal.

## Trayectoria académica
Se ha desempeñado como una líder social ambiental contra la minería en Colombia, liderando investigaciones relacionadas con el impacto ambiental de la minería ilegal en las comunidades y modelos de transición energética [cita requerida]. Ha sido investigadora y profesora de la Universidad del Valle de la facultad de ingeniería, Co Chair de Latin American Studies Association, y editora asistente de la revista académica Geoforum.
Vélez también ha incursionado, junto con su esposo Sjoerd Van Grootheest, en la producción de documentales como investigadora, coproductora y codirectora, entre ellos se destacan Voces de Guerrilla estrenado en 2018 y donde participó como coproductora e investigadora, en el que se narra la suerte de desmovilizados firmantes del Acuerdo de paz entre el gobierno colombiano y las FARC-EP, y que fue galardonado con el premio a mejor largometraje nacional en el Festival Internacional de Cine de Derechos Humanos en Colombia. Igualmente el documental Bajo Fuego estrenado en el año 2020 donde fue codirectora con su esposo van Grootheest, y que relata las dificultades que enfrentan algunos campesinos cultivadores de hoja de coca tras la firma del acuerdo de paz y los incumplimientos del gobierno alrededor de la sustitución de cultivos ilícitos, dicho documental ha participado en varios festivales internacionales

## Ministra de Minas y Energía

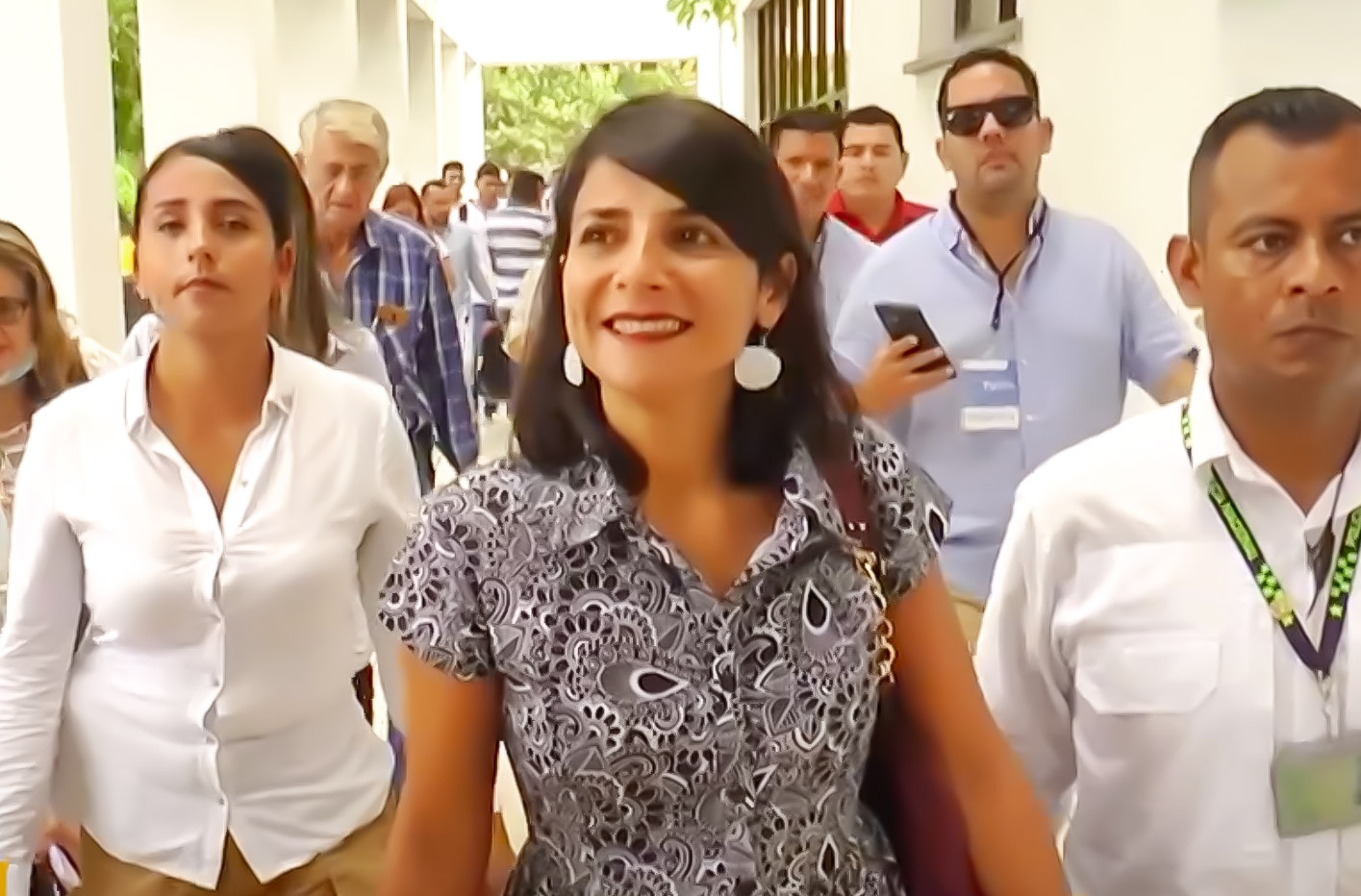
Vélez en Barrancabermeja en noviembre de 2022.

En 2022 su nombre fue sugerido para ser ministra de ciencia y tecnología del gobierno de Gustavo Petro ya que había sido designada como parte del equipo de empalme en esa área con el gobierno anterior. El 6 de agosto de 2022, el presidente electo Gustavo Petro anunció en su lugar, su designación como ministra de Minas y Energía
Su nombramiento causó sorpresa debido al activismo ambiental que caracteriza a Irene  Vélez y que no solía ser una característica de los designados en esta cartera que han sido administradores cercanos a los sectores de energías extractivistas como petroleras y extractores de carbón, si bien se conocía que la campaña del gobierno Petro propuso una aceleración en los procesos de transición energética de energías extractivas no renovables para incrementar las tecnologías alrededor de las energías limpias o no extractivas. Asumió el cargo el 11 de agosto, luego de algunos días de haber comenzado la administración Petro.
En septiembre de 2022 causó diversas  polémicas al afirmar en su calidad de ministra durante el Congreso Nacional Minero que Colombia debía exigirle a los otros países del mundo “decrecer sus modelos económicos”. Un tema que se ha planteado en círculos académicos hace décadas en Europa y atrae cada vez más atención.
A inicios de diciembre de 2022 fue citada a una moción de censura en la cámara de representantes por parte de la oposición  teniendo una votación de 24 votos a favor y 132 en contra, los opositores criticaron sus posturas frente a la transición energética. La ministra Vélez dijo estar comprometida con una «transición energética justa».

### Posición sobre la transición energética
Vélez afirmó que el país detendría sus actividades de obtención de gas y que en caso de que las reservas se agotaran éste combustible sería importado de Venezuela. Posteriormente reafirmaría esta declaración en la conferencia del Foro Económico Mundial en Davos Suiza, simultáneamiente el presidente de Ecopetrol, la petrolera estatal Colombiana, en el mismo foro aseguraba que "El país debía seguir explorando y produciendo petróleo y gas".[cita requerida]

### Controversia por supuesta inexactitud en informes
En enero de 2023 se cuestionarin algunas cifras e informes dadas por su ministerio, Velez aseguró que no están engañando a nadie, porque se trata de un informe de “recursos” y no de “reservas”
Dichos informes habrían causado la renuncia de la viceministra Belizza Ruiz quien dijo no estar de acuerdo con la forma como fueron presentados. Según Ruiz, Vélez quería que se introdujeran en el ministerio a personas que no hacían parte del mismo. ‘"Cuando pido una explicación de ese asunto, la forma como se aborda el tema no es la adecuada. O sea, básicamente soy una entrometida, siendo la viceministra de Energía, al cuestionar que en las juntas no debe haber personas desinformadas y marginadas que estén por fuera del ministerio".
La ministra Vélez dio una rueda de prensa acompañada de varios funcionarios defendiendo la publicación de dichos informes, aunque algunos medios cuestionaron que el encabezado de estos inducía al error.

### Renuncia
Renunció a su cargo en julio de 2023 tras conocerse que en su última declaración de interés la ministra declaró que no tenía pareja permanente, aún cuando desde el 2014 está casada con el documentalista Sjoerd Van Grootheest. Vélez lo justificó como un "error de digitación". Durante este mismo mes se revelaría que su esposo obtuvo de manera directa y sin concurso, durante el mismo gobierno de Petro, un contrato de asesoría en una entidad del estado colombiano por más de 128 millones de pesos. En ese mismo mes de julio de 2023 la Contraloría General de la Nación publicó un informe relacionado con la gestión del anterior gobierno, siendo el ministro de Minas Diego Mesa Puyo, por irregularidades de cerca de 70.000 millones de pesos en el ministerio de Minas y Energía. Varios medios relacionaron el hecho erróneamente con la ministra Vélez ya que los hechos investigados por la contraloría sucedieron entre 2021 y 2022 durante el gobierno de Iván Duque.

## Cónsul en Londres
Tras haber pasado cerca de un año de su renuncia como ministra, Velez fue nombrada en junio de 2024 como Cónsul General de Colombia en Londres, Reino Unido de Gran Bretaña e Irlanda del Norte donde llegó a trabajar junto al embajador Roy Barreras

## Distinciones honoríficas
- Dama Gran Cruz de la Orden del Mérito Civil (Reino de España, 26/04/2023).[21]